# Rhizoproctus usambarae
Rhizoproctus usambarae är en skalbaggsart som beskrevs av Brenske 1903. Rhizoproctus usambarae ingår i släktet Rhizoproctus och familjen Melolonthidae. Inga underarter finns listade i Catalogue of Life.